# Карел Громадка (футболіст)
Карел Громадка (чеськ. Karel Hromádka; 20 червня 1903, Сміхов — 27 листопада 1968) — чехословацький футболіст, що грав на позиції нападника. Відомий виступами, зокрема, за команду «Вікторія» (Жижков). Чемпіон Чехословаччини у її складі. Зіграв 1 матч за національну збірну Чехословаччини. 

## Життєпис
З 1927 року виступав у складі клубу «Вікторія» (Жижков). У 1928 році здобув з командою історичну перемогу у чемпіонаті Чехословаччини. Гравцем основи у переможному сезоні не був — зіграв 4 матчі і забив 2 м'ячі.
Влітку 1928 року «Вікторія», як чемпіон Чехословаччини, взяла участь в Кубку Мітропи, престижному міжнародному турнірі для найсильніших команд Центральної Європи. В 1/4 фіналу чехословацький клуб зустрічався з представником Югославії клубом «Граджянскі» (Загреб). Громадка зіграв лівого напівсереднього нападника лише у першому матчі у Загребі, що завершився несподіваною поразкою «Вікторії» 2:3. У наступних матчах на позиції Карела грав досвідчений Ян Дворжачек.
Наступного сезону «Вікторія» стала другою у чемпіонаті (Карел забив 6 голів), а також здобула перемогу у кубку Середньої Чехії, перегравши у фіналі з рахунком 3:1 «Лібень». У сезоні 1929—1930 команда посіла третє місце у чемпіонаті, а Громадка з дванадцятьма голами увійшов до п'ятірки кращих бомбардирів сезону.
Загалом у складі «Вікторії» зіграв у першій лізі 34 матчі і забив 24 голи.
Перед початком чемпіонату 1931—1932 отримав запрошення чемпіона країни — «Славії», але не зумів закріпитись у основному складі. Перейшовши до команди «Кладно», знову почав забивати. На його рахунку 13 голів у сезоні 1932—1933. Того ж сезону Громанда зіграв свій єдиний матч у складі національної збірну — у Флоренції Чехословаччина поступилась Італії з рахунком 0:2.
Наступний чемпіонат Карел розпочав у «Вікторії» (Пльзень), але посеред сезону повернувся до «Кладно». У тій першості 1933-34 клуб «Кладно» посів третє місце, завдяки чому завоював право зіграти в Кубку Мітропи. В першому раунді команда несподівано переграла італійський клуб «Амброзіана-Інтер» (1:1, 3:2) зі знаменитим нападником Джузеппе Меаццою у складі. В чвертьфіналі чехословацька команда поступилась угорському «Ференцварошу» у першій грі 0:6. У матчі-відповіді Громадка забив один з голів, а його команда виграла 4:1, але в наступний раунд не пройшла.

## Статистика виступів

### Статистика виступів у Кубку Мітропи
| №                      | Розіграш               | Стадія                 | Дата та місце проведення | Команда 1              | Рахунок | Команда 2         | Голи |
| ---------------------- | ---------------------- | ---------------------- | ------------------------ | ---------------------- | ------- | ----------------- | ---- |
| 1                      | 1928                   | 1/4                    | 26.08.1928, Загреб       | Граджянскі (Загреб)    | 3:2     | Вікторія (Жижков) |      |
| 2                      | 1934                   | 1/8                    | 17.06.1934, Мілан        | Амброзіана-Інтер       | 2:3     | Кладно            |      |
| 3                      | 1934                   | 1/4                    | 30.06.1934, Будапешт     | Ференцварош            | 6:0     | Кладно            |      |
| 4                      | 1934                   | 1/4                    | 8.07.1934, Кладно        | Кладно                 | 4:1     | Ференцварош       | 62'  |
| Всього в Кубку Мітропи | Всього в Кубку Мітропи | Всього в Кубку Мітропи | Всього в Кубку Мітропи   | Всього в Кубку Мітропи | 4       |                   | 1    |

### Статистика виступів за збірну
| Дата       | Місто     | Господарі | Результат | Гості          | Турнір                   | Голи | Примітки |
| ---------- | --------- | --------- | --------- | -------------- | ------------------------ | ---- | -------- |
| 07.05.1933 | Флоренція | Італія    | 2 – 0     | Чехословаччина | Кубок Центральної Європи | -    |          |
| Усього     |           | Матчів    | 1         |                | Голів                    | 0    |          |

## Футбольні досягнення
- Чемпіон Чехословаччини : 1927-28 («Вікторія» Ж).
- Срібний призер чемпіонату Чехословаччини: 1928-29 («Вікторія» Ж), 1931-32 («Славія»).
- Бронзовий призер чемпіонату Чехословаччини: 1929-30, 1930-31 («Вікторія» Ж), 1933-34 («Кладно»).
- Володар кубка Середньої Чехії: 1929 («Вікторія» Ж).